# 오스카르 브라이손
오스카르 레네 브라이손 비달(스페인어: Óscar René Brayson Vidal, 1985년 2월 10일~)은 쿠바의 유도 선수이다. 2008년 하계 올림픽에서 남자 헤비급 동메달을 획득했으며 2011년 세계 유도 선수권 대회에서 남자 헤비급 준우승을 차지했다.